# Albert Goldthorpe Medal
Die Albert Goldthorpe Medal ist eine seit 2008 jährlich verliehene Auszeichnung, die vom Rugby Leaguer & League Express eingeführt wurde und an den oder die besten Spieler der Super League verliehen wird. Benannt ist sie nach Albert Goldthorpe, einem der ersten berühmten englischen Rugby-League-Spieler zu Beginn des 20. Jahrhunderts.
Im Gegensatz zum Man of Steel Award, bei dem Mitglieder der Rugby Football League und Super-League-Spieler entscheiden, wer die Auszeichnung erhält, funktioniert die Albert Goldthorpe Medal nach einem ähnlichen Prinzip wie die australische Dally M Medal. Nach jedem Super-League-Spiel geben Reporter des League Express Stimmen an drei Spieler ab, die ihrer Meinung nach die besten und fairsten Spieler in diesem Spiel waren. Der beste Spieler erhält drei Punkte, der zweitbeste zwei und der drittbeste einen. Eine Stimmabgabe an Spieler, die während der Saison vom Spielgeschehen suspendiert wurden, ist nicht möglich.
Die Albert Goldthorpe Medal selber ist eine Medaille aus massivem Gold, die mehrere tausend Pfund wert ist. Sie enthält eine Fotografie von Albert Goldthorpe mit "All Four Cups" (Challenge Cup, RFL Championship, County League und County Cup).

## Liste der Titelträger
| Jahr | Albert Goldthorpe Medal                                                       | Zweiter | Dritter                                                                       |
| ---- | ----------------------------------------------------------------------------- | --- | ----------------------------------------------------------------------------- |
| 2008 | Danny Brough (Gedrängehalb – Wakefield)                                       | Thomas Bosc (Gedrängehalb – Dragons Catalans) Michael Monaghan (Gedrängehalb – Warrington) Leon Pryce (Verbindungshalb – St Helens) |                                                                               |
| 2009 | Michael Dobson (Gedrängehalb – Hull KR)                                       | Danny Brough (Gedrängehalb – Wakefield)                                                                                             | Brett Hodgson (Schlussmann – Huddersfield)                                    |
| 2010 | Pat Richards (Außendreiviertel – Wigan) Sam Tomkins (Verbindungshalb – Wigan) | | Kevin Brown (Verbindungshalb – Huddersfield)                                  |
| 2011 | Rangi Chase (Gedrängehalb – Castleford)                                       | Sam Tomkins (Schlussmann – Wigan)                                                                                                   | Scott Dureau (Gedrängehalb – Dragons Catalans)                                |
| 2012 | Scott Dureau (Gedrängehalb – Dragons Catalans)                                | Michael Dobson (Gedrängehalb – Hull KR) Brett Finch (Verbindungshalb – Wigan)                                                       |                                                                               |
| 2013 | Danny Brough (Gedrängehalb – Huddersfield)                                    | Rangi Chase (Gedrängehalb – Castleford)                                                                                             | Michael Dobson (Gedrängehalb – Hull KR)                                       |
| 2014 | Danny Brough (Gedrängehalb – Huddersfield)                                    | Kevin Brown (Verbindungshalb – Widnes)                                                                                              | Travis Burns (Verbindungshalb – Hull KR)                                      |
| 2015 | Luke Gale (Gedrängehalb – Castleford)                                         | Danny Brough (Gedrängehalb – Huddersfield)                                                                                          | Ian Henderson (Hakler – Dragons Catalans) Alex Walmsley (Pfeiler – St Helens) |
| 2016 | Luke Gale (Gedrängehalb – Castleford)                                         | Marc Sneyd (Gedrängehalb – Hull FC)                                                                                                 | Samoa (Außendreiviertel – Castleford)                                         |
| 2017 | Luke Gale (Gedrängehalb – Castleford)                                         | Robert Lui (Verbindungshalb – Salford)                                                                                              | Albert Kelly (Verbindungshalb – Hull FC)                                      |
| 2018 | Stefan Ratchford (Schlussmann – Warrington)                                   | James Roby (Hakler – St Helens) Sam Tomkins (Schlussmann – Wigan)                                                                   |                                                                               |